# Partit Aragonès
El Partit Aragonès (PAR, en castellà Partido Aragonés) és un partit polític aragonès regionalista de centredreta, fundat el 27 de desembre de 1977. A les eleccions a Corts d'Aragó de 1983 es presentà en coalició amb el Partit Popular, però des del 1990 es presenta en solitari.
En successius congressos, aquest partit s'ha definit com a nacionalista moderat i de centre, i es va denominar Partido Aragonés Regionalista fins a 1990. No obstant això, posteriorment va eliminar novament la referència al nacionalisme, que no figura en els seus estatuts. La seva organització juvenil és Rolde Choben.
El seu objectiu, segons assenyalen els seus estatuts, és "assolir quants fins promoguin i permetin la defensa i l'enriquiment socioeconòmic i cultural d'Aragó". Institucionalment, està present (2006) en el Govern d'Aragó, les Corts d'Aragó, el Senat espanyol, i centenars d'entitats locals aragoneses, comarques i ajuntaments.
El PAR respecta el marc constitucional espanyol, si bé reclama el reconeixement dels drets històrics i una autonomia plena (amb un sistema de finançament suficient) per a Aragó. Les qüestions de política hidràulica han estat claus en l'acció del PAR, a través del seu rebuig al transvasament del riu Ebre inclòs en successius plans hidrològics nacionals i la seva reivindicació de les obres d'aprofitament de l'aigua a Aragó. Des de la seva fundació, el Partido Aragonés ha promogut una reorganització administrativa, per a descentralitzar la gestió de la comunitat autònoma i transferir competències a les comarques, en una aposta per la vertebració del territori. El PAR nega la unitat lingüística del català i considera que a la Franja de Ponent s'hi parlen modalitats de la llengua aragonesa. Per aquest motiu es va oposar a la Llei de llengües autonòmica aprovada el 2009.
Figures rellevants del PAR han estat el seu primer president, Hipólito Gómez de las Roces, que va presidir el Govern d'Aragó entre 1987 i 1991; el seu secretari general en diferents èpoques i president del Govern d'Aragó de 1991 a 1993, Emilio Eiroa García; el seu president en diversos períodes i actual Senador, José María Mur Bernad; o entre d'altres, el seu actual (2005) president des del 2000 i vicepresident del Govern d'Aragó, José Ángel Biel Rivera.

## Resultats electorals

### Eleccions autonòmiques
| Corts d'Aragó |                   |         |      |      |         |     |                             |
| Any           | Líder             | #       | %    | Pos. | Escons  | +/- | Govern                      |
| 1983          | Hipólito Gómez    | 124,018 | 20.5 | 3r   | 13 / 66 | —   | Oposició                    |
| 1987          | Hipólito Gómez    | 179,922 | 28.1 | 2n   | 19 / 67 | 6   | Minoria (1987–89)           |
| 1987          | Hipólito Gómez    | 179,922 | 28.1 | 2n   | 19 / 67 | 6   | Coalició (PAR–PP 1989–91)   |
| 1991          | Hipólito Gómez    | 151,420 | 24.7 | 2n   | 17 / 67 | 2   | Coalició PAR–PP (1991–92)   |
| 1991          | Hipólito Gómez    | 151,420 | 24.7 | 2n   | 17 / 67 | 2   | Coalició PAR–PP (1992–93)   |
| 1991          | Hipólito Gómez    | 151,420 | 24.7 | 2n   | 17 / 67 | 2   | Oposició (1993–1995)        |
| 1995          | Emilio Eiroa      | 143,573 | 20.4 | 3r   | 14 / 67 | 3   | Coalició PAR–PP             |
| 1999          | José María Mur    | 86,519  | 13.3 | 3r   | 10 / 67 | 4   | Coalició PAR-PSOE           |
| 2003          | José Ángel Biel   | 79,670  | 11.2 | 4t   | 8 / 67  | 2   | Coalició PAR-PSOE           |
| 2007          | José Ángel Biel   | 81,135  | 12.1 | 3r   | 9 / 67  | 1   | Coalició PAR-PSOE           |
| 2011          | José Ángel Biel   | 62,193  | 9.2  | 3r   | 7 / 67  | 2   | Coalició PAR–PP             |
| 2015          | Arturo Aliaga     | 45,846  | 6.9  | 5è   | 6 / 67  | 1   | Oposició                    |
| 2019          | Arturo Aliaga     | 33,978  | 5.1  | 7è   | 3 / 67  | 3   | Coalició PAR-PSOE-Podem-CHA |
| 2023          | Alberto Izquierdo | 13,988  | 2.1  | 8è   | 1 / 67  | 2   | Suport extern PP-Vox        |

### Eleccions municipals
| Any  | Vots    | %     | Escons        | +/- |
| ---- | ------- | ----- | ------------- | --- |
| 1979 | 58.661  | 10,97 | 276 / 4.883   | Nou |
| 1983 | 92.922  | 15,58 | 1.116 / 4.803 | 840 |
| 1987 | 129.370 | 20,35 | 896 / 4.322   | 220 |
| 1991 | 128.025 | 20,90 | 1.115 / 4.420 | 219 |
| 1995 | 116.447 | 16,61 | 1.050 / 4.337 | 65  |
| 1999 | 87.493  | 13,36 | 925 / 4.250   | 125 |
| 2003 | 85.857  | 12,03 | 907 / 4.232   | 18  |
| 2007 | 94.087  | 13,98 | 982 / 4.227   | 75  |
| 2011 | 77.542  | 11,33 | 992 / 4.359   | 10  |
| 2015 | 59.449  | 8,88  | 916 / 4.262   | 76  |
| 2019 | 33.697  | 5,01  | 658 / 4.131   | 258 |
| 2023 | 20.132  | 2,99  | 334 / 4.162   | 324 |